# Naomi Mitchison

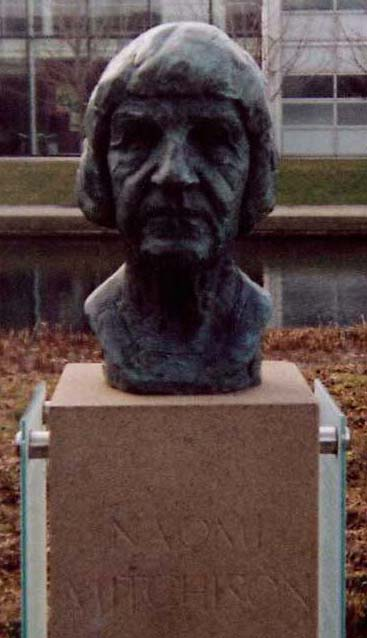
Büste von Naomi Mitchison in South Gyle, Edinburgh, Schottland

Naomi Mitchison; geborene Naomi May Margaret Haldane (* 1. November 1897 in Edinburgh; † 11. Januar 1999 in Carradale in der Nähe von Campbeltown, Schottland) war eine britische Schriftstellerin, die historische, Science-Fiction- und Fantasy-Romane schrieb.

## Leben
Naomi Mitchison war die Tochter von John Scott Haldane, Professor für Physiologie in Oxford, und Louisa Kathleen Trotter. Ihr Bruder war J. B. S. Haldane, theoretischer Biologe und Genetiker, einer der Begründer der Populationsgenetik. Ihr Onkel war der Politiker und zweifache Lordkanzler Richard Haldane.
Sie ging in Oxford zur Schule und unterbrach ihr Studium an der University of Oxford, um im Ersten Weltkrieg freiwillig als Krankenschwester zu helfen. Nachdem sie sich mit Scharlach infiziert hatte, beendete sie ihre Ausbildung per Fernstudium am St Anne’s College. 1916 heiratete sie Gilbert Mitchison, der später ein bekannter Politiker wurde. Aus der Ehe gingen sieben Kinder hervor, von denen zwei früh starben (die Tochter Clemency 1940 kurz nach ihrer Geburt, der älteste Sohn Geoffrey 1927 neunjährig an Meningitis). Die Zoologen Avrion Mitchison und Murdoch Mitchison sind ihre Söhne.
Sie blieb bis ins hohe Alter aktiv und starb in ihrem Anwesen in Schottland, 101 Jahre alt.

## Werk
Mitchison war eine produktive Schriftstellerin und veröffentlichte rund neunzig Bücher verschiedener Genres. Sie begann mit der Aufarbeitung ihrer Kriegserlebnisse in The Conquered, einem Roman über Caesars Eroberung Galliens, und widmete sich danach weiter historischen Romanen, u. a. über das alte Rom und hellenistische Griechenland. Sie schrieb aber auch Kinderbücher, Fantasy (darunter mit To The Chapel Perilous eine eigenwillige Adaption des Artus-Stoffes) und Science-Fiction. Insbesondere mit letzterer erregte sie Aufsehen, weil sie in Memoirs Of A Spacewoman offen feministische Positionen vertrat und bereits 1935 mit We Have Been Warned Sexualität in einer für diese Zeit ungewöhnlich offenen Weise thematisiert hatte (das Buch wurde oft abgelehnt und umgeschrieben, später auch zensiert). Sie war befreundet mit J. R. R. Tolkien und las das Manuskript von Der Herr der Ringe Korrektur. Ihre Bücher über Afrika gehen auf eine Begegnung mit dem Thronfolger der Bakgatla aus Botswana zurück, den sie bei einer ihrer Teegesellschaften kennenlernte; sie bereiste Afrika mehrmals und erhielt 1963 den Titel einer Mutter der Bakgatla.

## Bibliografie
Romane
- The Conquered (1923)
  - Deutsch: Jenseits des Sieges. Übersetzt von Ursula Clemen. 1952.
- When the Bough Breaks and Other Stories (1924)
- Cloud Cuckoo Land (1925)
- The Laburnum Branch (1926)
- The Fairy Who Couldn’t Tell A Lie (1927)
- Anna Comnena (1928)
- Black Sparta (1928)
- Nix-Nought-Nothing (1928)
- Barbarian Stories (1929)
- The Hostages, and other stories for boys and girls (1930)
- The Corn King and the Spring Queen (1931)
  - Deutsch: Kornkönig und Frühlingsbraut. Übersetzt von Annette Charpentier. 1985.
- Boys And Girls And Gods (1931)
- The Prince of Freedom (1931)
- Powers Of Light (1932)
- The Delicate Fire (1933)
- We Have Been Warned (1935)
- The Fourth Pit (1936)
- An End And A Beginning (1937)
- The Blood Of The Martyrs (1939)
- The Bull Calves (1947)
- The Big House (1950)
- Travel Light (1952)
  - Deutsch: Eine Reise durch die Zeit. Übersetzt von Manfred Ohl und Hans Sartorius. 1987.
- Graeme and the Dragon (1954)
- The Land the Ravens Found (1955)
- To The Chapel Perilous (1955)
  - Deutsch: König Artus läßt schön grüßen. Übersetzt von Annette von Charpentier. 1986.
- Little Boxes (1956)
- Behold your King (1957)
- The Young Alexander the Great (1960)
- Memoirs Of A Spacewoman (1962)
  - Deutsch: Memoiren einer Raumfahrerin. Übersetzt von Rosemarie Hundertmarck. 1980.
- Ketse And The Chief (1965)
- Friends And Enemies (1966)
- Big Surprise (1967)
- Family At Ditlabeng (1969)
- Don’t Look Back (1969)
- Far Harbour (1969)
- Sun and Moon (1970)
- Cleopatra’s People (1972)
  - Deutsch: Kleopatras Kinder. Übersetzt Brigitte Beyer und Helmut W. Pesch. 1987.
- Sunrise Tomorrow: A Story Of Botswana (1973)
- A Life for Africa: The Story of Bram Fischer (1973)
- Danish Teapot (1973)
- Oil For The Highlands? (1974)
- Solution Three (1975)
  - Deutsch: Lösung Drei. Übersetzt von Peter Robert. 1984.
- All Change Here (1975)
- Snake! (1976)
- Two Magicians (1979, mit Dick Mitchison)
- The Vegetable War (1980)
- Mucking Around (1981)
- Not By Bread Alone (1983)
- Early In Orcadia (1987)
- Images Of Africa (1987)
  - Deutsch: Geschichten aus Afrika. Übersetzt von Annette von Charpentier. 1986.
- As It Was (1988)
- The Oath-Takers (1991)
- Sea-Green Ribbons (1991)
- The Dark Twin (1998, mit Marion Campbell)

Autobiographie
- Small Talk. Memories of an Edwardian Childhood (1973)
- All Change Here. Girlhood and Marriage (1975)
- You May Well Ask. A Memoir, 1920-1940 (1979)
- Mucking Around (1981)
- Among You Taking Notes. The Wartime Diary of Naomi Mitchison (1986)

Theater
- Nix-Nought-Nothing: Four Plays for Children (enthält My Ain Sel', Hobyahf Hobyahl, Elfen Hill; 1928)
- Kate Crackernuts: A Fairy Play (1931)
- The Price of Freedom (mit Lewis Gielgud, 1931, uraufgeführt 1949)
- Full Fathom Five (mit Lewis Gielgud, 1931, uraufgeführt 1932)
- An End and a Beginning and Other Plays (enthält The City and the Citizens, For This Man Is a Roman, In the Time of Constantine, Wild Men Invade the Roman Empire, Charlemagne and His Court, The Thing That is Plain, Cortez in Mexico, Akbar, But Still It Moves, The New Calendar, American Britons; 1937, auch als Historical Plays for Schools, 1939)
- As It Was in the Beginning (mit Lewis Gielgud, 1939)
- The Com King (Musik von Brian Easdale, Adaption des Romans von Mitchison, uraufgeführt 1950)
- Spindrift (mit Denis Macintosh, uraufgeführt 1951)

Sammlungen
- When the Bough Breaks and Other Stories (1924)
- The Laburnum Branch (1926)
- Black Sparta (1928)
- Barbarian Stories (1929)
- Beyond This Limit: Selected Shorter Fiction of Naomi Mitchison (1935)
- The Fourth Pig (1936)
- Five Men and a Swan (1957)
- The Brave Nurse: And Other Stories (1977)
- Cleansing of the Knife: And Other Poems (1979, Gedichte)
- What Do You Think Yourself: and Other Scottish Short Stories (1982)
- A Girl Must Live: Stories and Poems (1990, Gedichte)

Sachliteratur
- Vienna Diary (1934)
- The Moral Basis of Politics (1938)
- Return to the Fairy Hill (1966)
- African Heroes (1968)
- The Africans: From the Earliest Times to the Present (1971)
- A Life for Africa: The Story of Bram Fischer (1973)
- Oil for the Highlands? (1974)
- Margaret Cole, 1893–1980 (1982)
- Rising Public Voice: Women in Politics Worldwide (1995)
- Essays and Journalism. Volume 2: Carradale (2009)